# Kumankata
El nombre de la mujer noble cumana que posteriormente se casó con los zares de Bulgaria, Kaloján y Boril es desconocido. Únicamente hay dos fuentes que la mencionan, ambas extranjeras. El historiador bizantino Jorge Acropolita afirmó que después de la muerte de Kaloján, su sobrino Boril se casó con su tía escita. De esta evidencia, no se sabe si la zarina era realmente una cumana o si pertenecía a otra tribu que podría describirse como escita. Como señala Veselin Ignatov, dadas las fuertes relaciones entre la dinastía Asen y los cumanos, su linaje cumano es muy probable pero no la única posibilidad. Ella es conocida en la historiografía búlgara como Kumankata (en búlgaro: Куманката, «la mujer cumana»).
La segunda fuente que menciona a la zarina fue hecha por el canónigo francés Alberico de Trois-Fontaines alrededor de 1241. Repitió una historia que había escuchado de un sacerdote flamenco que afirmaba haber visitado la capital de Bulgaria, Tarnovo. El sacerdote afirmó que la zarina se enamoró del emperador latino Balduino I de Constantinopla, quien estaba prisionero, y mientras su esposo estaba fuera, ella le envió una carta de amor al emperador, prometiéndole que lo ayudaría a escapar si la llevaba consigo y la coronaba su emperatriz. Cuando Balduino la rechazó, se quejó con Kaloján, afirmando que el emperador cautivo había tratado de convencerla de que lo ayudara a huir, proponiéndoles hacerla su consorte. Kaloján creyó la historia y una noche, mientras estaba borracho, mató a Balduino en su presencia.  La mayoría de los historiadores desconfían de esta fuente, ya que las razones de la muerte de Balduino son bien conocidas y verificadas por fuentes bizantinas y latinas: fue asesinado junto con otros cautivos, tanto bizantinos como latinos, debido a que Kaloján se enojó con los bizantinos porque estos rompieron su alianza y se unieron a los cruzados. Otra razón para que los historiadores desconfíen de la historia es el momento de su aparición: casi cuarenta años después de los hechos y además se difundió en Francia, no en Bulgaria. Como señala Ignatov, el propio Alberico comenzó la historia explicando que no entregó datos confirmados, por lo que podría ser solo un rumor sin ninguna prueba y aún más, respaldado por ninguna lógica, ya que la zarina búlgara portaba la corona de un próspero Estado. Además era la esposa del vencedor sobre los bizantinos, latinos, serbios y húngaros, mientras que Balduino fue derrotado, encarcelado y humillado. Ella no tenía nada que ganar al compartir su corona: tenía la suya propia, y en ese momento valía mucho más que la de Balduino.
El año de nacimiento de la zarina y el nombre que le dieron al nacer no se conocen, pero parece probable que, con vistas a su matrimonio con Kaloján, se convirtió al cristianismo y adoptó el nombre de Ana. Después de la muerte de este en 1207, se casó con su sobrino y sucesor Boril y ese hecho, combinado con la probable identidad cumano del supuesto asesino de Kaloján, Manastar, alentó a muchos historiadores, especialmente aquellos de finales del siglo xix y la primera mitad del siglo xx, para creer que junto con Boril, ella formaba parte de una conspiración que se llevó la vida de su esposo. Durante las últimas décadas, la idea de que la emperatriz formaba parte en la conspiración ha sido aceptada con desconfianza por muchos historiadores. A pesar de las diferencias en sus creencias acerca de las razones de la muerte de Kaloján, una conspiración de bizantinos y latinos, la muerte por razones naturales, Ivan Duichev, Ivan Bogilov, Genoveva Tzancova-Petkova y Veselin Ignatov apoyan la idea de que Boril se casó con la zarina viuda. Esto era solamente una forma de legalizar su llegada al trono. Cualquiera que sea la verdad, hasta el día de hoy no hay evidencia que relacione a Kumankata con la muerte de su esposo.
Al igual que su boda con Kaloján, la fecha de su matrimonio con Boril es desconocida. Su ascenso al trono fue apoyado por sus compatriotas, los cumanos, pero unos años más tarde hubo un gran motín en contra del nuevo emperador. No hay evidencia concreta en las fuentes, pero es probable que Boril repudiara a la zarina y la enviara al monasterio donde se convirtió en monja y asumió el nombre de Anisia. Boril se casó con una sobrina del emperador latino Enrique de Flandes. Después de esto nada se sabe sobre la vida posterior de la zarina.
Los historiadores tienen ideas controvertidas acerca de si ella tuvo hijos de alguno o ambos matrimonios. Vasil Zlatarsky apoya la idea de que la princesa que Boril le dio al emperador latino Enrique en matrimonio era la hija de la zarina con Kaloján, e Ignatov cree que ella le dio un hijo a Kaloján. Otros historiadores le dan una segunda hija, esta vez con Boril, pero nada se verifica con certeza hasta aquí.
La zarina cumana de Bulgaria es ampliamente representada en novelas históricas, siempre bajo una luz negativa. Uno de los escritores de ficción histórica más queridos, a través de su novela The Wonder Worker of Thessalonica Fani Popova-Mutafova, formó las mentes de sus lectores de que la zarina era una mujer hermosa, lujuriosa y horrible que estaba apasionadamente enamorada de Balduino y que rechazada por él, mandó a Kaloján a matarlo. Luego, se enamoró de Boril y juntos planearon y llevaron a cabo el asesinato de Kaloján de la mano de Manastar y se casaron solo cuarenta días después del funeral del zar. La autora le da a su personaje el nombre de Tzelguba y, debido a la popularidad de sus libros, hay muchas personas que realmente creen que es el verdadero nombre de la zarina.
En la ópera Zar Kaloján de Pancho Vladigerov, recibe el nombre cristiano de María.